# Jack Huggins
John Warwick Huggins (2 tháng 6 năm 1886 - 26 tháng 4 năm 1915) là một tiền đạo bóng đá người Anh thi đấu ở Football League cho Sunderland. Ông cũng từng thi đấu ở Southern League cho Reading.

## Thống kê sự nghiệp
| Câu lạc bộ          | Mùa giải            | Giải quốc nội                  | Giải quốc nội | Giải quốc nội | Cúp FA  | Cúp FA    | Tổng    | Tổng      |
| Câu lạc bộ          | Mùa giải            | Hạng đấu                       | Số trận       | Bàn thắng     | Số trận | Bàn thắng | Số trận | Bàn thắng |
| ------------------- | ------------------- | ------------------------------ | ------------- | ------------- | ------- | --------- | ------- | --------- |
| Sunderland          | 1906-07             | First Division                 | 7             | 2             | 0       | 0         | 7       | 2         |
| Sunderland          | 1907-08             | First Division                 | 7             | 0             | 0       | 0         | 7       | 0         |
| Sunderland          | Tổng                | Tổng                           | 14            | 2             | 0       | 0         | 14      | 2         |
| Reading             | 1908-09             | Southern League First Division | 31            | 6             | 3       | 0         | 34      | 6         |
| Tổng cộng sự nghiệp | Tổng cộng sự nghiệp | Tổng cộng sự nghiệp            | 45            | 8             | 3       | 0         | 48      | 8         |